# Waldbahn

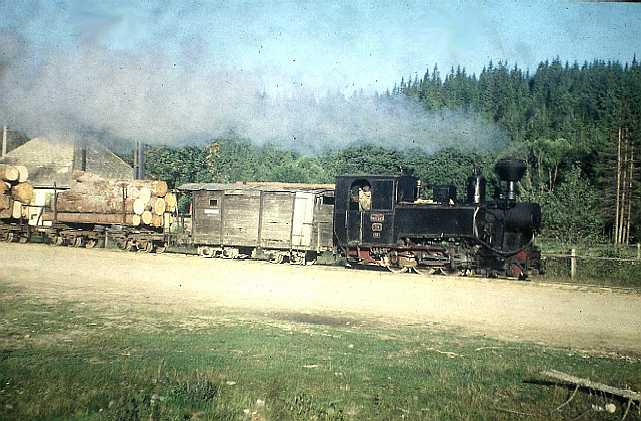
Waldbahnbetrieb in Comandău, Rumänien (Bild von 1996)

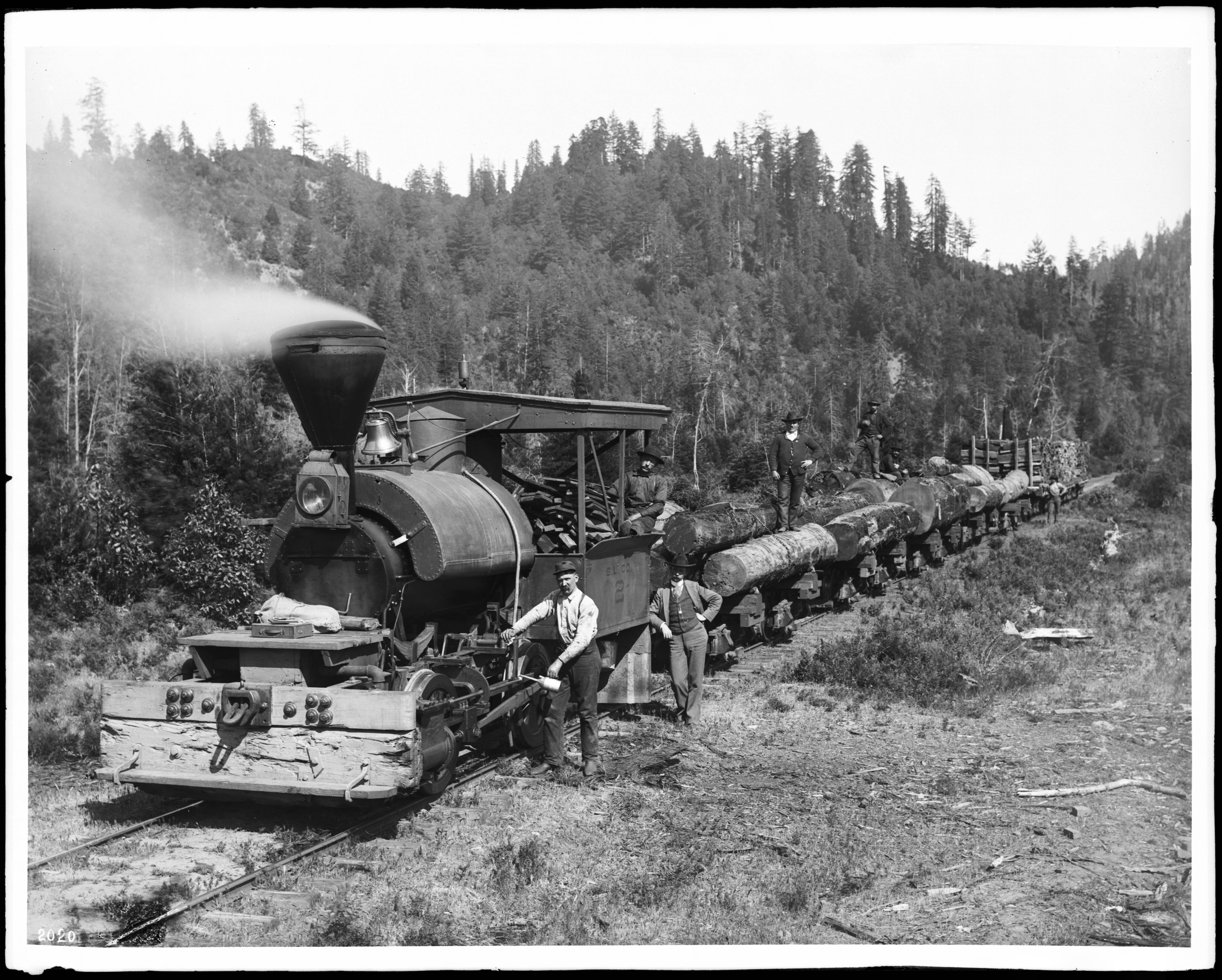
Beladener Zug einer normalspurigen amerikanischen Waldbahn um 1900

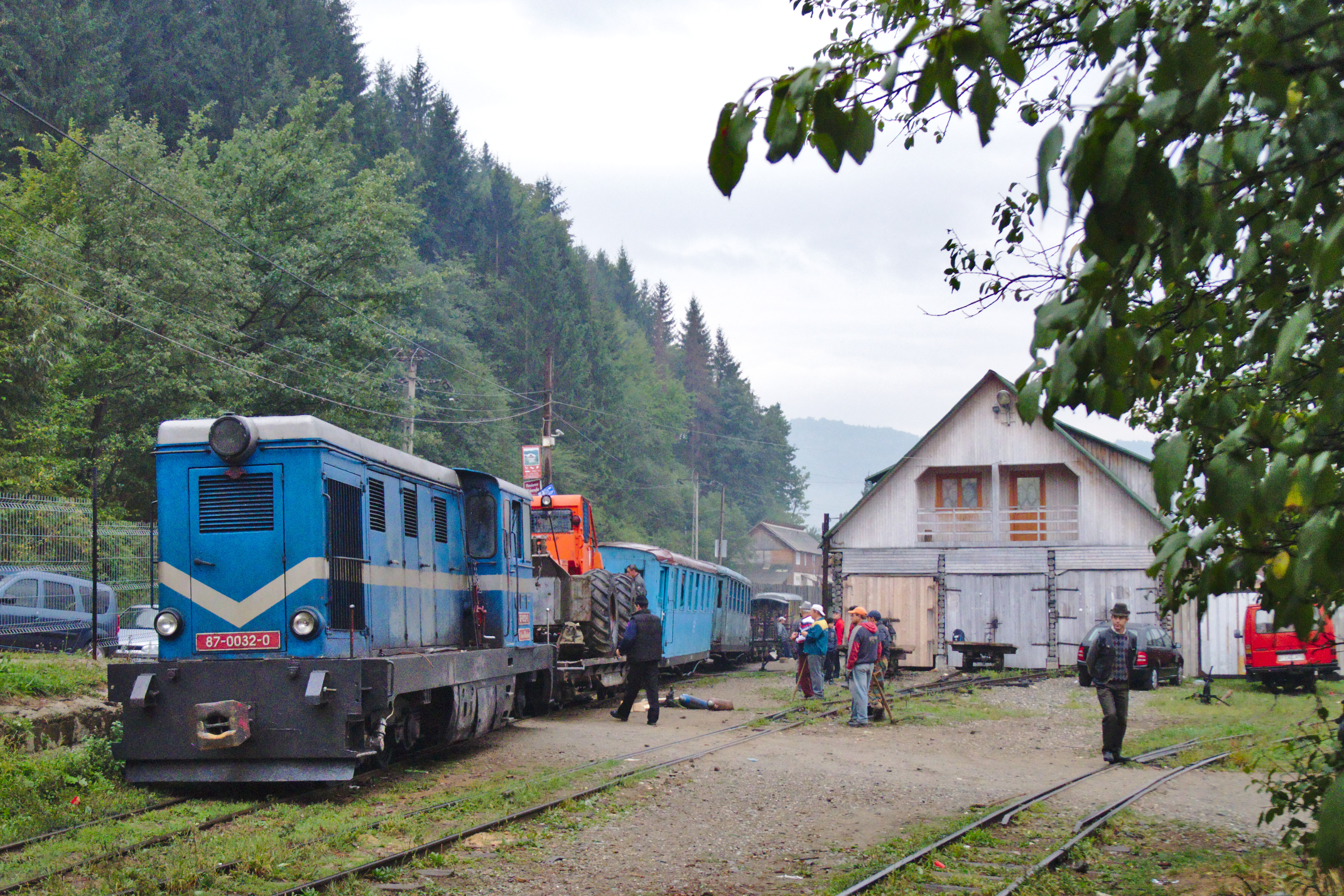
Betrieb mit Diesellokomotiven auf der Wassertalbahn in Rumänien

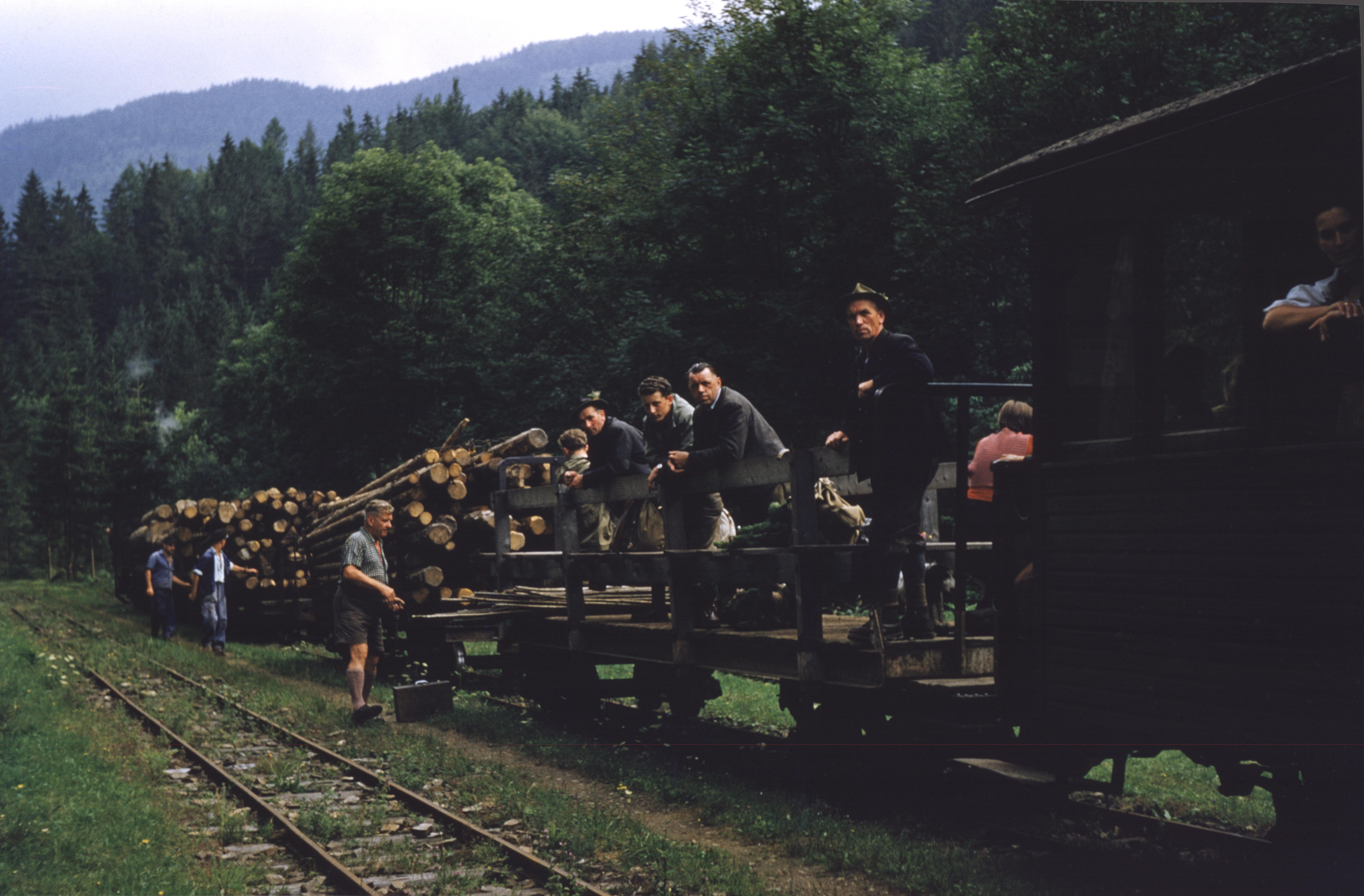
Waldbahn Deutschlandsberg im Jahr 1956

Eine Waldbahn ist ein Schienenverkehrsmittel, das forstwirtschaftlichen Zwecken dient, in erster Linie dem Abtransport von geschlagenem Holz zu Sägewerken oder Bahnstationen.

## Geschichte
Vor dem Bau von Eisenbahnen wurden Stämme auf größeren Distanzen bevorzugt mittels Holztrift aus den Wäldern befördert. An einer Klause wurden die Stämme mit einer kontrolliert erzeugten Flutwelle zu Tal geschwemmt. Da diese Art des Transports nicht ohne Schaden am Frachtgut vonstattenging, war sie z. B. für hochwertiges Bauholz ungeeignet. Eine weitere Möglichkeit des Transports war (und ist weiterhin) die Flößerei. Allerdings stand das hierfür notwendige Wasser nicht immer zur Verfügung.
Einfache Pferdebahnen mit hölzernen Schienen, wie sie auch im Bergbau Verwendung fanden, wurden ab dem 18. Jahrhundert angelegt, mit der Erfindung der Dampflokomotive und der stählernen Schienen fanden diese bald auch in der Forstwirtschaft Verwendung. Aufgrund der besonderen Bedingungen im Forstbetrieb kamen wie bei Feldbahnen bevorzugt Schmalspurbahnen in Frage: sie erlaubten enge Bogenradien in schwierigem Gelände, erforderten keinen aufwändigen Unterbau und waren bei Bedarf transportabel, wenn es darum ging, mit dem Streckenverlauf den wechselnden Schlägerungsgebieten zu folgen. In besonders weitläufigen Regionen, wie zum Beispiel im Nordwesten der USA, wurden auch umfangreiche Streckennetze in Normalspur ausschließlich für Forstzwecke gebaut, für diese wurden auch besondere Lokomotivtypen wie die Shay und Climax entwickelt.
Die Traktion erfolgte mit unterschiedlichen Fahrzeugen. Neben Dampflokomotive und später Lokomotiven mit Verbrennungsmotoren hielt sich auch der Transport mit Zugtieren bis zum Ende der Waldbahnen. Häufig anzutreffen war auf einfach ausgestatteten Strecken auch der Transport mittels Schwerkraft: Auf mit konstantem Gefälle angelegten Gleisen konnten beladene Loren (Trucks) zu Tal rollen, Holzknechte fuhren auf diesen – unter Lebensgefahr – als Bremser mit, die leeren Wagen wurden mit Arbeitspferden oder von den Arbeitern wieder an den Ausgangspunkt zurückgebracht.
Ab der zweiten Hälfte des 20. Jahrhunderts wurden Waldbahnen zusehends von Straßenfahrzeugen verdrängt, gegen Ende der 1960er Jahre waren sie in Westeuropa praktisch vollständig verschwunden, auf den Trassen wurden oft Forststraßen angelegt.
In einigen osteuropäischen Staaten konnten sich Waldbahnen zum Teil wesentlich länger halten, insbesondere in Russland sind noch einige weit verzweigte Streckennetze vorhanden. Auch in Ungarn sind heute noch einige Waldbahnen im aktiven Betrieb anzutreffen, auf denen zum Teil auch ein touristisches Nostalgiezugprogramm angeboten wird. Die zahlreichen Waldbahnbetriebe in Rumänien wurden bis auf wenige Ausnahmen in den 1990er Jahren stillgelegt. In Westeuropa sind aufgrund der durchwegs frühzeitigen Einstellung praktisch keine Strecken als Museumsbahnen erhalten geblieben.
Eine seltene Ausnahme stellt die Waldbahn Abreschviller im französischen Departement Moselle dar.

## Andere Bahnen zum Transport von Materialien
- Feldbahnen zum Transport landwirtschaftlicher Erzeugnisse
- Grubenbahnen zum Abbau von Erzen
- Hafenbahnen zum Be- und Entladen von Gütern innerhalb eines Hafenbetriebes
- Halligbahnen zum Transport von Baumaterialien des Küstenschutzes.
- Heeresfeldbahnen und Strategische Bahnen zum Transport militärischer Güter und Truppen
- Trümmerbahnen zum Transport der Trümmer nach dem Zweiten Weltkrieg
- Werksbahnen zum Transport von Materialien in Industriebetrieben